# Prasophyllum paulinae
Prasophyllum paulinae är en orkidéart som beskrevs av David Lloyd Jones och Mark Alwin Clements. Prasophyllum paulinae ingår i släktet Prasophyllum och familjen orkidéer. Inga underarter finns listade i Catalogue of Life.